# Ogden (New York)
Ogden ist eine US-amerikanische Kleinstadt (Town) im Monroe County des Bundesstaats New York. Das U.S. Census Bureau hat bei der Volkszählung 2020 eine Einwohnerzahl von 20.270 ermittelt. Ogden ist ein Vorort der Stadt Rochester.

## Geografie
Der Eriekanal führt durch die Town Ogden. Ogden grenzt im Norden an die Town Parma, im Osten an die Town Gates, im Westen an die Town Sweden, und im Süden an die Towns Riga und Chili.

## Geschichte
Die Stadt Ogden wurde am 17. Januar 1817 gegründet, zu dieser Zeit war sie noch Teil des Genesee County.

## Demografie
Nach der Volkszählung von 2010 leben in Ogden 28.251 Menschen. Die Bevölkerung teilt sich 2017 auf in 92,8 % nicht-hispanische Weiße, 2,2 % Afroamerikaner, 0,2 % amerikanische Ureinwohner, 0,8 % Asiaten, 0,1 % Sonstige und 1,2 % mit zwei oder mehr Ethnizitäten. Hispanics oder Latinos machten 2,8 % der Bevölkerung aus. Das mittlere Haushaltseinkommen lag bei 75.960 US-Dollar und die Armutsquote bei 3,1 %.